# Association francophone des vétérinaires de parcs zoologiques
Créée en 1995, l’Association Francophone des Vétérinaires de Parc Zoologique regroupe désormais plus de 180 membres français, mais également d'autres pays (Tunisie, Belgique, Autriche, Suisse, etc.). Tous vétérinaires, ces membres travaillent ou ont travaillé aux soins des animaux sauvages en captivité. L’AFVPZ est constituée aussi bien de vétérinaires salariés –parfois directeurs- de zoo, de praticiens libéraux installés à proximité d’un parc animalier, mais aussi d’enseignants d’école vétérinaire...
À l'origine, les zoos avaient pour seule fonction de maintenir en captivité des espèces exotiques pour le plaisir des visiteurs et la gloire de l'autorité. Aujourd'hui, ils ont pour principales  missions la conservation des espèces et la sensibilisation du public aux différents problèmes que connaît le monde animal. Cette mutation des parcs animaliers va de pair avec une amélioration considérable des standards du bien être de l’animal en captivité, au premier rang desquels figurent les soins vétérinaires.
Le « vétérinaire de zoo » conjugue l’art vétérinaire classique (médecine et chirurgie) avec des aspects zootechniques (nutrition, participation à l'élaboration des enclos...) qui sont essentiels pour l’entretien des espèces sauvages en captivité. Ce travail très varié ne se limite souvent pas à l’animal captif, bon nombre de membres participant aussi à des missions in situ pour la conservation des espèces animales.
L'AFVPZ est actuellement (2019) présidée par le Alexis Lecu.